# The Man Who Made Good
Pour plus de détails, voir Fiche technique et Distribution.
The Man Who Made Good est un film américain réalisé par Arthur Rosson, sorti en 1917.

## Synopsis
Tom Burton, un employé de l'épicerie en gros Whitney, n'arrive pas à avoir une meilleure situation. Il habite dans une pension de famille où résident aussi Frances Clayton et Flash Lewis, qui est aussi employé chez Whitney et dont Tom envie les qualités de vendeur. Tom et Frances tombent amoureux l'un de l'autre et se marient mais Frances, devant le manque d'ambition de Tom, décide de le quitter et de travailler. Incapable d'avoir une augmentation, Tom démissionne. Un jour, de passage dans une petite ville, il entre dans un magasin et y trouve des produits fournis par Whitney. En faisant une campagne de publicité "essayez et vous l'achèretez", Tom est à l'origine d'un grand nombre de commandes. Josiah Whitney, le patron, est si impressionné qu'il offre à Tom le poste de Lewis. Tom, ayant prouvé sa valeur, retrouve Frances. 

## Fiche technique
- Titre original : The Man Who Made Good
- Réalisation : Arthur Rosson
- Assistant : Richard Rosson
- Scénario d'après une histoire de Robert Shirley
- Photographie : Roy F. Overbaugh
- Production : Allan Dwan
- Société de production : Triangle Film Corporation
- Société de distribution : Triangle Distributing Corporation
- Pays d’origine :  États-Unis
- Langue originale : anglais
- Format : noir et blanc — 35 mm — 1,37:1 — Film muet
- Genre : Comédie dramatique
- Durée : 50 minutes (5 bobines)
- Dates de sortie :  États-Unis : 13 mai 1917

## Distribution
- Jack Devereaux : Tom Burton
- Winifred Allen : Frances Clayton
- Henry P. Dixon : Flash Lewis
- Barney Gilmore : Josiah Whitney
- Albert Tavernier : "Pop" Clark
- Blanche Davenport : "Mom" Clark